# Australufens varicornis
Australufens varicornis är en stekelart som beskrevs av Girault 1935. Australufens varicornis ingår i släktet Australufens och familjen hårstrimsteklar. Inga underarter finns listade.